# 小行星15058
小行星15058（15058 Billcooke）是一颗绕太阳运转的小行星，为主小行星带小行星。该小行星于1998年12月22日发现。

## 轨道参数
小行星15058的轨道半长轴为3.0891500 UA，离心率为0.170。